# Ispidina lecontei
Il martin pescatore nano africano (Ispidina lecontei Cassin, 1856) è una specie della sottofamiglia Alcedininae.

## Tassonomia
Il martin pescatore nano africano fu descritto nel 1856 dall'ornitologo americano John Cassin a partire da un esemplare raccolto da Paul Du Chaillu. Cassin introdusse l'attuale nome binomiale Ispidina lecontei. L'epiteto specifico fu scelto in onore dell'entomologo John Lawrence LeConte.
Sono riconosciute due sottospecie:
- I. l. ruficeps Hartlaub, 1857 – dalla Sierra Leone al Ghana, a ovest del «Dahomey gap» nella foresta pluviale;[5][6]
- I. l. lecontei Cassin, 1856 – dalla Nigeria meridionale al Sudan del Sud occidentale, Uganda e Repubblica Democratica del Congo centrale; anche in Angola centrale.[5]

## Descrizione

### Dimensioni
La specie misura circa 10 cm di lunghezza e 9-12 g di peso.

### Aspetto
È il più piccolo martin pescatore del mondo. Negli adulti, le redini e la linea che circonda l'occhio sono neri. I lati della fronte sono di un arancione pallido, mentre la parte centrale è nera. Il cappuccio è rossiccio, con la punta delle piume lilla. Le guance e la parte posteriore del collo hanno una tonalità lilla, mentre una grande macchia bianca è presente sul lato del collo. Mantellina, dorso, groppone e copritrici sopracaudali sono di un blu-viola scuro che contrasta nettamente con il nero della coda e delle ali. Le remiganti sono bordate di viola e le copritrici terminano con un blu oltremare vivace. Mento e gola sono bianchi, mentre il resto delle parti inferiori e le copritrici inferiori delle ali sono di un ruggine giallastro. Il becco è rosso-arancione, l'iride bruno scuro. Le zampe hanno esattamente la stessa tonalità del becco.
I giovani presentano fronte nera, vertice e copritrici superiori delle ali nere con estremità blu. Mantellina e scapolari sono simili, ma la parte blu è più estesa rispetto al nero. Dorso e groppone sono di un blu brillante. Redini e copritrici auricolari color crema sono evidenziati da baffi scuri. Mento e gola sono bianchi come negli adulti. Il petto è di un ruggine grigiastro, l'addome color crema. Il becco è nero con la punta biancastra, mentre la base della mandibola inferiore è rossastra. Le zampe sono brune.

## Distribuzione e habitat
Il martin pescatore nano africano si trova soprattutto nello strato medio e inferiore della vegetazione nelle foreste pluviali oscure, ma frequenta anche il sottobosco denso delle foreste ripariali e i popolamenti secondari ai margini e nelle radure. Si può osservare anche in ambienti più aperti, come le piantagioni molto umide di palma da olio. È una specie sedentaria, presente dal livello del mare fino a 1400 metri di altitudine. Questo uccello è endemico dell'Africa occidentale, equatoriale e centrale, dove la sua area di distribuzione è suddivisa in tre settori ben separati. Il primo, molto ristretto, si trova in Africa occidentale e si estende dal monte Nimba in Liberia fino al sud del Ghana. Il secondo, in Africa equatoriale, parte dal sud-ovest della Nigeria e arriva fino all'ovest del Gabon. Il terzo, il più vasto, si trova in Africa centrale e si estende dal 16° grado di longitudine est nel bacino dello Zaire fino alla valle occidentale del Rift in Uganda. Quasi ovunque questa specie è poco comune o addirittura rara; tuttavia, in alcune foreste del Gabon e dell'Uganda può essere molto abbondante.

## Biologia

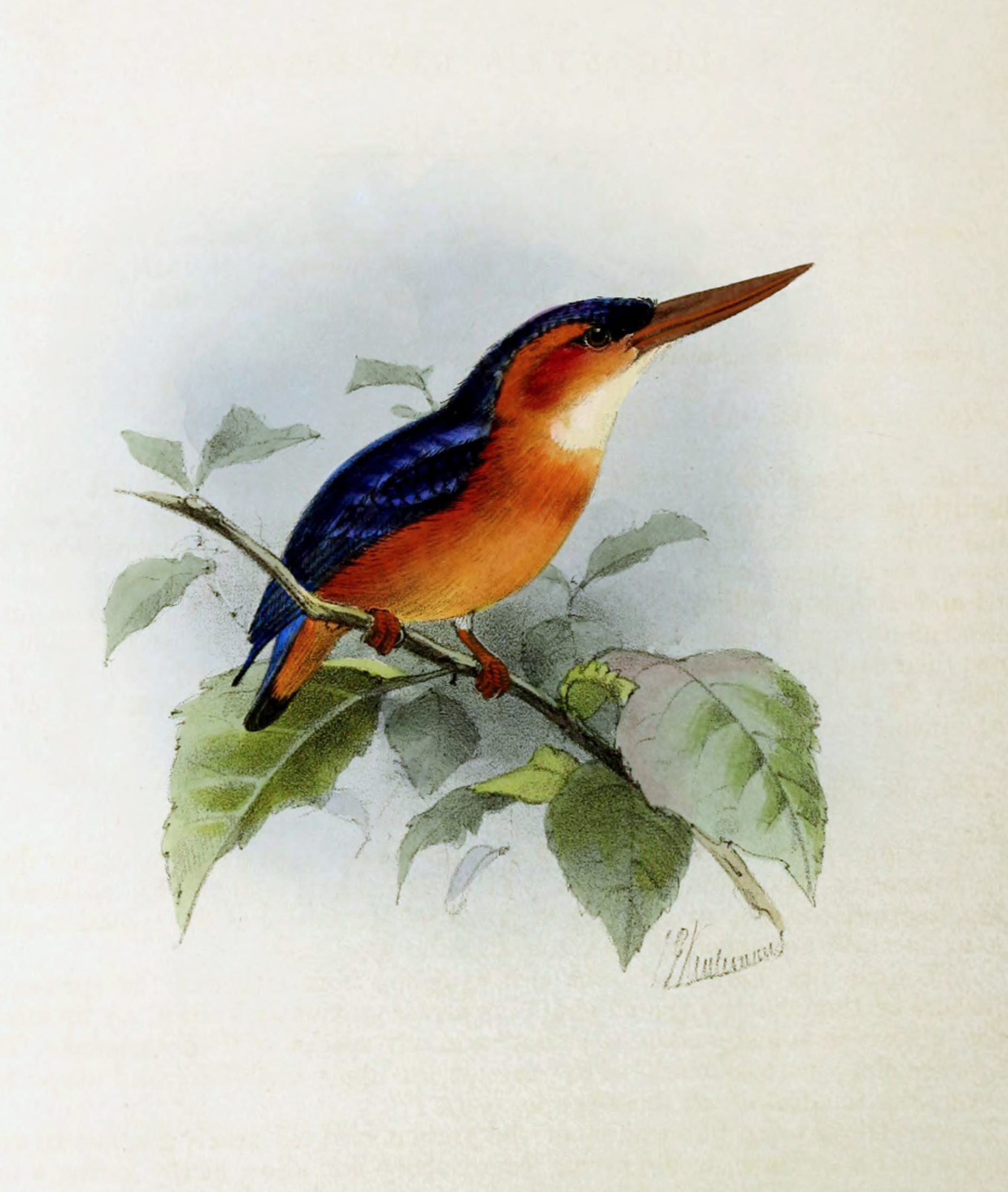
La specie in un disegno di John Gerrard Keulemans

### Comportamento
Il martin pescatore nano africano vive solitario o in coppie territoriali. Di solito si posa a uno o due metri dal suolo, ma scende tra la vegetazione bassa se disturbato per nascondersi. Emette un richiamo molto acuto, simile a quello di un pipistrello. Questo uccello caccia all'agguato e cattura le prede sia al suolo sia in volo. Alla ricerca di cibo, può seguire le colonne di formiche legionarie.

### Alimentazione
La sua alimentazione non è affatto legata agli ambienti acquatici, fatto piuttosto sorprendente per un martin pescatore. Si nutre di piccoli insetti, libellule, mantidi, coleotteri (sia larve che adulti), formiche e grosse mosche.

### Riproduzione
La stagione riproduttiva inizia con la parata nuziale. Durante la parata, i due partner si fronteggiano su un posatoio, a breve distanza l'uno dall'altro, generalmente meno di 50 cm. Cantano in duetto, con il becco quasi verticale. Il maschio gira intorno alla femmina immobile, cercando di restare parallelo a lei. Dopo qualche giro, la circonda rapidamente, si posa e canta di nuovo. Il nido è una tana scavata in un terrapieno, lunga circa 15 cm e che termina in una camera di cova lunga 15 cm e alta 5 cm. La deposizione delle uova avviene in febbraio in Camerun e da novembre a febbraio in Gabon.